# بازی‌های مدیترانه ۱۹۷۱
بازی‌های مدیترانه ۱۹۷۱ (انگلیسی: 1971 Mediterranean Games) ششمین دوره مسابقات بازی‌های مدیترانه است که از ۶ تا ۱۷ اکتبر ۱۹۷۱ در ازمیر، ترکیه برگزار شده است. این بازی‌ها با حضور ۱٬۳۶۲ ورزشکار از ۱۴ کشور انجام شده است.

## ورزش‌ها
- دو و میدانی  (جزئیات)  (32)
- بسکتبال  (جزئیات)  (1)
- بوکس  (جزئیات)  (11)
- دوچرخه‌سواری  (جزئیات)  (4)
- شیرجه  (جزئیات)  (2)
- شمشیربازی  (جزئیات)  (4)
- فوتبال  (جزئیات)  (1)
- ژیمناستیک  (جزئیات)  (14)
- جودو  (جزئیات)  (5)
- قایقرانی بادبانی  (جزئیات)  (3)
- تیراندازی  (جزئیات)  (5)
- شنا  (جزئیات)  (22)
- تنیس  (جزئیات)  (2)
- والیبال  (جزئیات)  (1)
- واترپلو  (جزئیات)  (1)
- وزنه‌برداری  (جزئیات)  (9)
- کشتی  (جزئیات)  (20)

## کشورهای شرکت‌کننده
- الجزایر (38)
- مصر (109)
- فرانسه (50)
- یونان (159)
- ایتالیا (162)
- لبنان (2)
- لیبی (36)
- مالت (11)
- مراکش (76)
- اسپانیا (148)
- سوریه (108)
- تونس (83)
- ترکیه (219)
- یوگسلاوی (161)

## جدول مدال‌ها
*   کشور میزبان ( ترکیه)
| رتبه            | کشور            | طلا | نقره | برنز | مجموع |
| --------------- | --------------- | --- | ---- | ---- | ----- |
| ۱               | ایتالیا         | ۵۱  | ۳۸   | ۳۰   | ۱۱۹   |
| ۲               | یوگسلاوی        | ۲۷  | ۲۵   | ۲۶   | ۷۸    |
| ۳               | اسپانیا         | ۱۸  | ۲۵   | ۲۴   | ۶۷    |
| ۴               | ترکیه*          | ۱۸  | ۱۲   | ۱۵   | ۴۵    |
| ۵               | یونان           | ۸   | ۸    | ۲۴   | ۴۰    |
| ۶               | مصر             | ۷   | ۱۰   | ۱۲   | ۲۹    |
| ۷               | فرانسه          | ۷   | ۹    | ۷    | ۲۳    |
| ۸               | تونس            | ۳   | ۶    | ۲    | ۱۱    |
| ۹               | مراکش           | ۰   | ۲    | ۶    | ۸     |
| ۹               | سوریه           | ۰   | ۲    | ۶    | ۸     |
| ۱۱              | الجزایر         | ۰   | ۰    | ۱    | ۱     |
| ۱۱              | لیبی            | ۰   | ۰    | ۱    | ۱     |
| مجموع (۱۲ کشور) | مجموع (۱۲ کشور) | ۱۳۹ | ۱۳۷  | ۱۵۴  | ۴۳۰   |